# Ribautia arabica
Ribautia arabica är en mångfotingart som beskrevs av Lewis 1996. Ribautia arabica ingår i släktet Ribautia och familjen storjordkrypare. Inga underarter finns listade i Catalogue of Life.